# تاج مقدس مجارستان
تاج مقدس مجارستان همچنین به عنوان تاج سنت ایشتوان (مجاری: Szent Korona) تاج مرتبط با قلمرو پادشاهی مجارستان است که اکثر پادشاهان از قرن دوازدهم تا پایان پادشاهی با آن تاج‌گذاری کرده‌اند. مشروعیت هر پادشاهی در مجارستان فقط توسط تاج مقدس معین می‌شد و در تاریخ مجارستان تاج‌گذاری بیش از پنجاه پادشاه تا کارل یکم، در ۱۹۱۶ با آن بوده‌است. تنها یانوش دوم، اولاسلوی یکم و یوزف دوم شاهان بدون تاج هستند. نشان تاجگذاری مجارستان از تاج مقدس، عصا، گوی و ردا تشکیل شده و گوی نشان کاروی یکم (‎۱۳۱۰–۱۳۴۲) دارد.

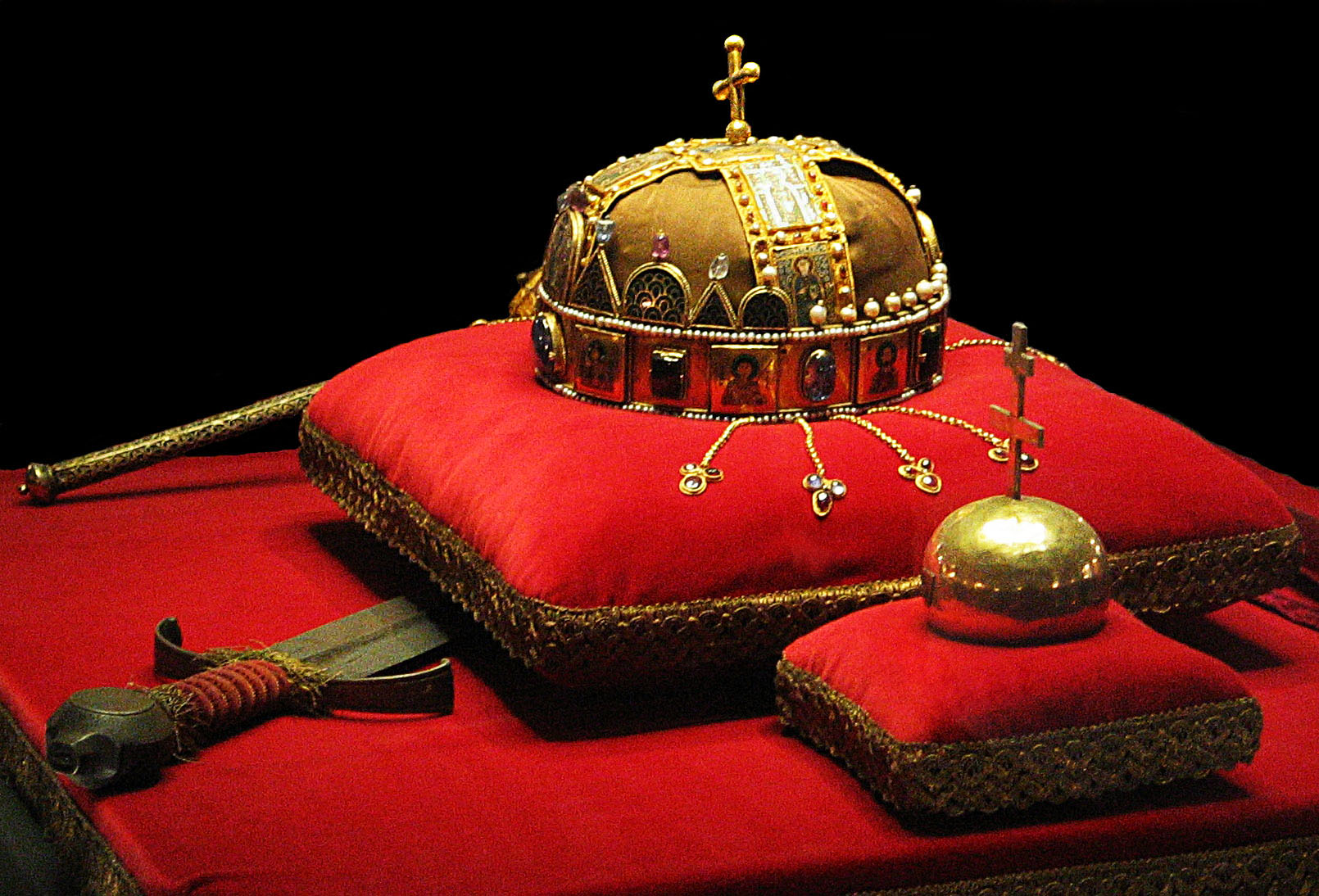
تاج، شمشیر، عصا و گوی مجارستان، در پارلمان

روکاری روی تاج عمدتاً یا به‌طور کامل کار بیزانس است، و احتمالاً در دهه ۱۰۷۰ در قسطنطنیه ساخته شده‌است. تاج توسط امپراتور بیزانس میخائیل هفتم به گزای یکم فرستاده شد؛ نام هر دوی آنها در پایین تاج به زبان یونانی نوشته شده‌است. این تاج یکی از دو تاج باقی مانده بیزانسی است؛ دیگری تاج منوماکوس متقدم‌تر است و هر دو در بوداپست، موزه ملی مجارستان نگهداری می‌شوند. با این حال، تاج منوماکوس ممکن است کاربرد دیگری داشته، و تاج مقدس، نیز احتمالاً بازسازی شده، و از عناصر مختلف استفاده می‌کند. تاریخ تعیین‌شده برای تزئینات کنونی تاج مقدس به اواخر قرن دوازدهم مربوط می‌شود.

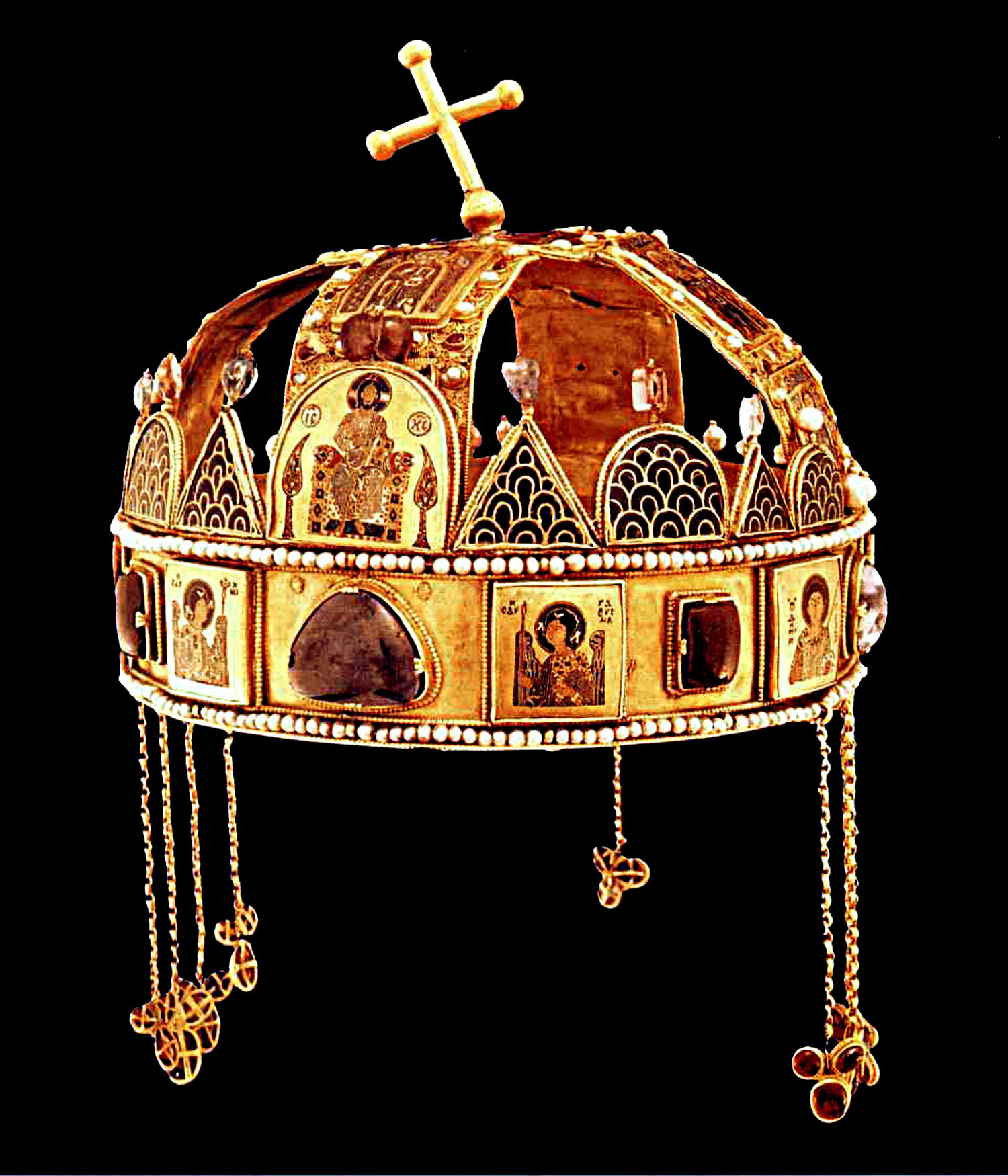
تاج مقدس
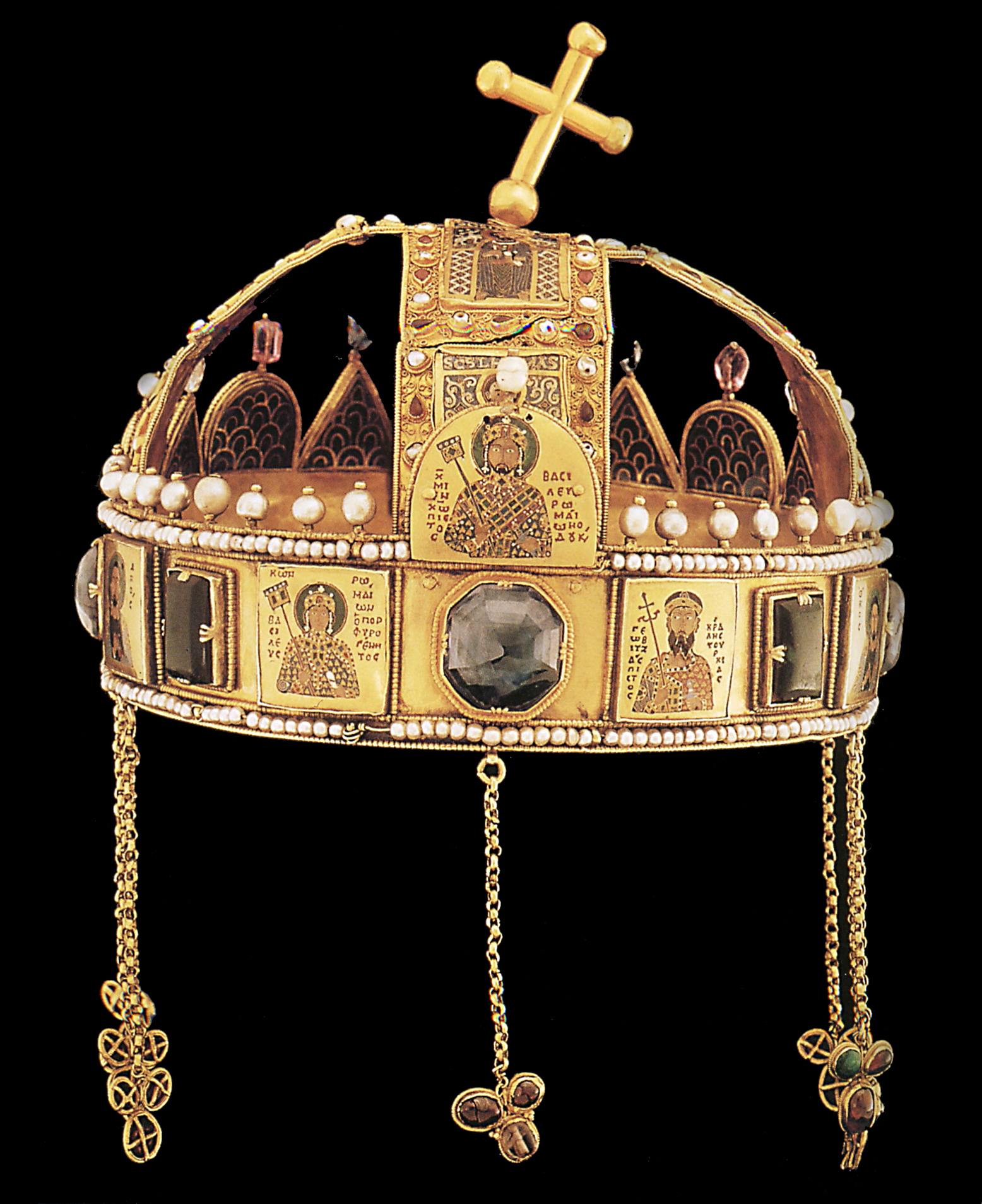
پشت تاج